# Johan Peter Colding
Johan Peter Colding (24. juni 1773 i København – 11. januar 1858) er den første dansker, der flyver i ballon over Danmark. Han stiger op på en prøveflyvning fra Blegdammen den 23. april 1811 og foretager en egentlig flyvning senere samme år fra eksercerpladsen foran Rosenborg Slot.  
Johan Peter Colding fik tilladelse af kong Fredrik VI til at sende ballonpost over Storebælt, som blev afskåret af den britiske flåde. Den første ballonpost godkendt af myndighederne blev oprettet i juni 1808 i Danmark. Den engelske flåde havde blokeret Storebælt og dermed også postforbindelserne mellem København og store dele af Danmark. Johan Coldings opdrag blev at arrangere posttransport med ballon mellem Fyn og Sjælland. Forsøgene var imidlertid ikke særlig vellykkede og ophørte snart..
Hans forældre var bud i Tyske Kancelli Christian Frederik Colding og Henriette Marie Holm. Han blev privat dimitteret til Københavns Universitet 1792 tog i følgende år filosofikum, var privatlærer og "aërostatiker". Han gav 1807 en aërostatisk forestiling, anstillede i året 1803 ved Storebælt og 1809 ved Øresund efter kongelig befaling aërostatiske ekspeditioner og benådedes sidstnævnte år med Dannebrogsmændenes Hæderstegn. 1811 blev han Danmarks første aëronaut da han i 1811, 1812 og 1814 opsteg fire gange med en montgolfière fra København og Flensborg. Han rejste derpå 2 år udenlands og var efter sin tilbagekomst lærer i tysk, matematik og skønskrivning i København.
Han døde i 1858.